# سس شاه‌میگو

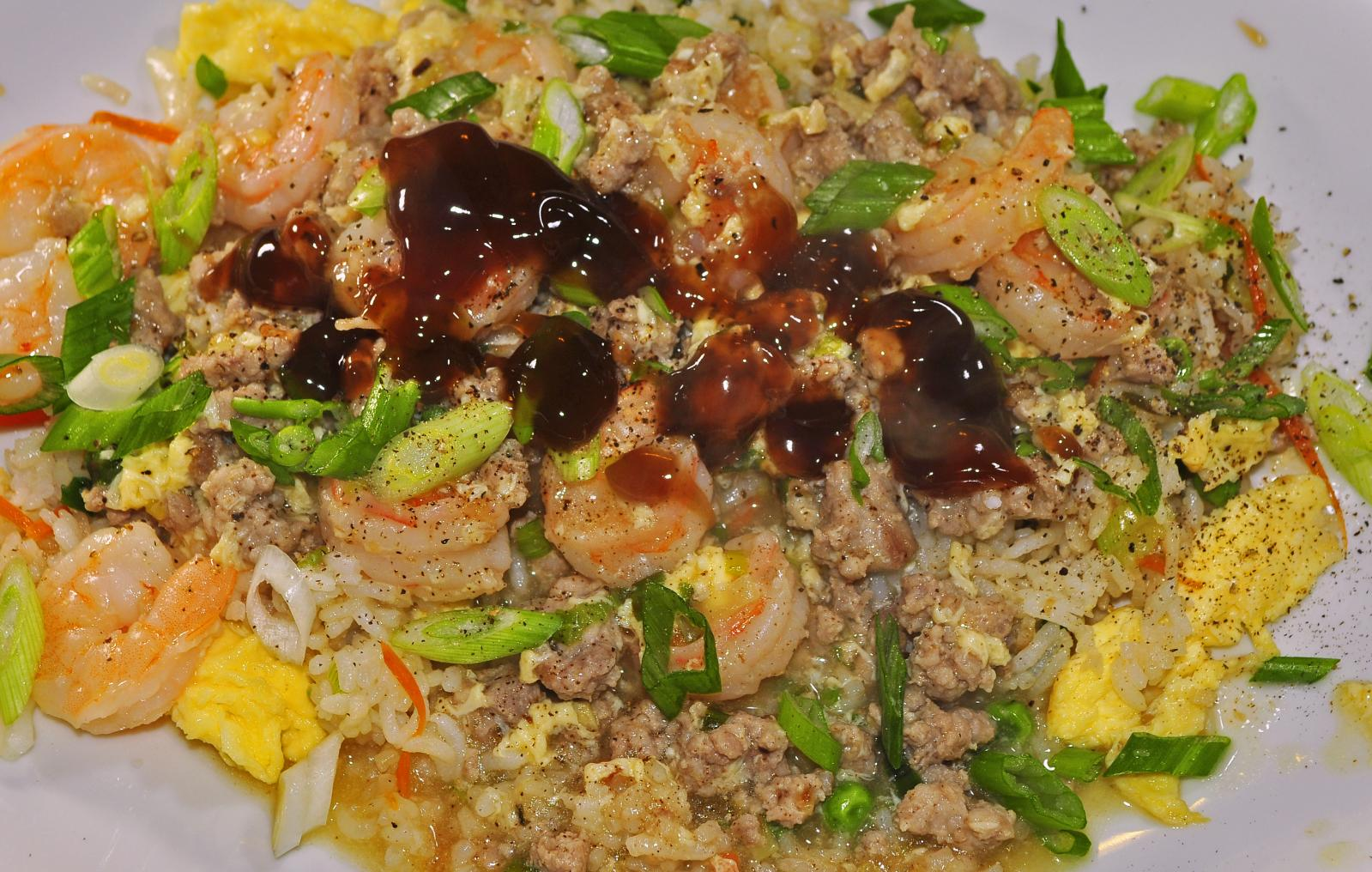
میگو در سس شاه‌میگو

سس شاه‌میگو نوعی سس است که در غذاهای آمریکایی-چینی و کانادایی-چینی استفاده می‌شود. همچنین گاهی در غذاهای چینی تحت تأثیر پلی‌نزی یافت می‌شود. این یک نوع «سس سفید» در آشپزی چینی است، به این معنی که طعم ملایمی دارد و بر اساس آب گوشت است، برخلاف سس سویا.

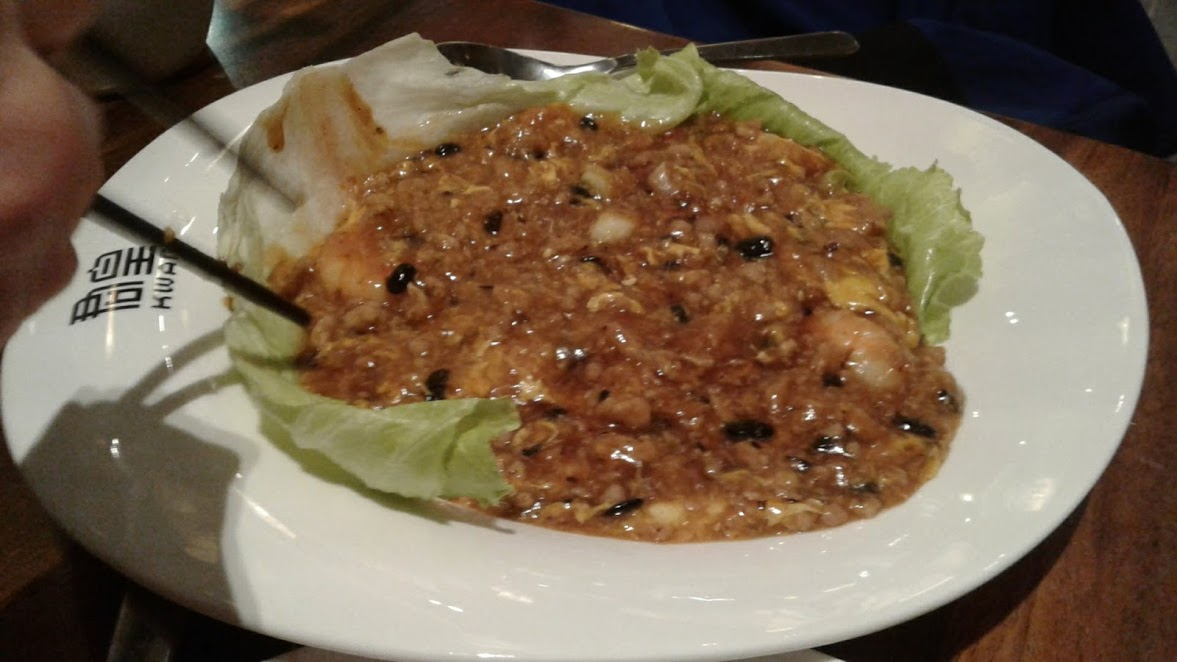
سس شاه‌میگو استفاده شده در غذاهای کانتونی

سس به خودی خود حاوی هیچ گونه میگو نیست و ممکن است در روش تهیه از مکانی به مکان دیگر یا رستورانی به رستوران دیگر متفاوت باشد. می‌تواند حاوی آب مرغ، سیر، زنجبیل، پیازچه، لوبیا سیاه تخمیر شده و تخم مرغ باشد و با نشاسته غلیظ شده‌است. برخی از دستور العمل‌ها شامل گوشت چرخ کرده و سس سویا هستند. بسته به میزان استفاده از سس سویا و نحوه ترکیب تخم مرغ‌ها در سس، رنگ آن از سفید کم رنگ تا قهوه ای یا زرد متفاوت است. سس شاه‌میگو در بیشتر نیو انگلند، جایی که سس غلیظ تر و قهوه ای است، استثنا است.

## خاستگاه
«سس شاه‌میگو» در آمریکای شمالی توسط رستوران‌داران چینی با الهام از روش تهیه خرچنگ در غذاهای کانتونی اختراع شد که در آن از زنجبیل، پیازچه و سس سویا به عنوان چاشنی سرخ کردنی استفاده می‌شد. مخلوط چاشنی به صورت سسی درآمد که در پخت شاه‌میگو استفاده می‌شد. با توجه به هزینه سرو شاه‌میگو برای رستوران داران و مشتریانشان، در نهایت میگو در دستور غذا جایگزین شد و در نتیجه غذایی به نام «میگو با سس شاه‌میگو» (Chinese).